# Pekařka (usedlost v Libni)
Pekařka je zaniklá usedlost v Praze 8-Libni, která stála severně od ulice Prosecká a jihozápadně od přírodní památky Prosecké skály.

## Historie
Vinice Pekařka se rozkládala severně od ulice Prosecká nad Kundratkou. Podle nedaleké usedlosti Červená Báň se jí také říkalo vinice Nad Bání. Později byla při ní založena hospodářská usedlost.
Začátkem 19. století postavila rodina Dědinova v těsném sousedství malý dům nazývaný podle majitelů Dědinka. Pekařku pak Václav Dědina přikoupil před rokem 1840 a obě usedlosti i s pozemky byly společně označovány jako Dědinka. Koncem 19. století se vinice s usedlostí jmenovala Voctářka podle libeňského starosty Josefa Voctáře. Za jeho vlastnictví zde bývala cihelna. 1. listopadu 1904 koupil usedlost Bohumír Bečka, bratr smíchovského podnikatele Josefa Bečky a stavitele a pozdějšího ministra financí Bohdana Bečky. Ten mu roku 1906 vyprojektoval novou šestnáctikomorovou kruhovou pec typu Hoffmann. Pec měla rozměry 33,5 x 12,3 metru, tovární komín při ní byl vysoký 24 metrů. Na strojovou výrobu dal cihelnu přestavět o čtyři roky později, firma J. Novotný z Vysočan pro ni dodala strojové zažízení včetně kolového mlýna na výrobu 12 tisíc cihel za každých devět hodin. Sušárna cihel doplnila areál roku 1924 a téhož roku byla v rokli zřízena střelnice. Zdejší výrobky prodávala Prodejní kancelář cihel se sídlem ve Spálené č.p. 2. Stěnové hliniště mělo délku 60 metrů a výšku 16 až 20 metrů. Roční výroba činila 2,5 milionu cihel. Roku 1934 byla výroba ukončena a pouze v pískovně se dál těžilo. V kruhové peci se skladovaly staré kosti.
Hospodářská usedlost existovala ještě roku 1938, poté zanikla. Zůstala po ní pouze zpustlá zahrada a jméno studánky nad ní.